# Neutral Milk Hotel
Neutral Milk Hotel est un groupe de rock indépendant américain, originaire de Ruston, en Louisiane. Il est fondé en 1989, et mené par Jeff Mangum (parolier, compositeur, interprète et guitariste) accompagné d'autres musiciens sur les deux albums du groupe (notamment Jeremy Barnes, Scott Spillane (cor d'harmonie), Julian Koster (banjo, guitare basse, et scie musicale), et Robert Schneider. Par ailleurs, Neutral Milk Hotel fait partie du collectif Elephant 6.
La démarche et la musique du groupe sont souvent considérées par la presse musicale comme ayant eu une grande influence sur des groupes plus récents, tels The Decemberists, Arcade Fire ou The Dresden Dolls. Neutral Milk Hotel est considéré comme faisant partie de la scène musicale d'Athens (Géorgie), où la maison de disques de Elephant 6 se trouve. Ils sont associés aux autres groupes d'Athens Of Montreal, Elf Power, The Olivia Tremor Control, et The Apples in Stereo.

## Biographie

### Origines et débuts
Au départ, Neutral Milk Hotel était un rendement de la créativité de Jeff Mangum : le groupe lui permettait de jouer avec tous ceux qu'il pouvait trouver. Il n'a pas été connu comme Neutral Milk Hotel jusqu'au premier EP, Everything Is. Neutral Milk Hotel est à l'origine un projet parallèle de Mangum, pendant la fin des années 1980. Ils produira plusieurs cassettes démos dont Invent Yourself a Shortcake (1991), Beauty (1992), et Hype City Soundtrack (1993). À cette période, Mangum était pris à la gorge, étant hébergé par des amis et faisant face au chômage. C'est dans ces circonstances que les premières sorties formelles de son projet se font.
Le premier album, On Avery Island, est enregistré principalement à Denver, dans le Colorado. Mangum était accompagné de Robert Schneider (The Apples in Stereo), Rick Benjamin (Perry Weissman 3) et Lisa Janssen (Secret Square). L'album est sorti en 1996 sur le label Merge Records. Après la sortie de cet album, Neutral Milk Hotel est devenu un groupe à part entière. Julian Koster, Scott Spillane et Jeremy Barnes ont rejoint Mangum. Le groupe est désormais basé à New York. Ils déménagent peu après à Athens en Géorgie, où un grand nombre d'amis de Mangums sont déjà installés, et le label Elephant 6 commence à prendre forme. Pour l'enregistrement du second album, le groupe retourne à Denver.

### In the Aeroplane Over the Sea

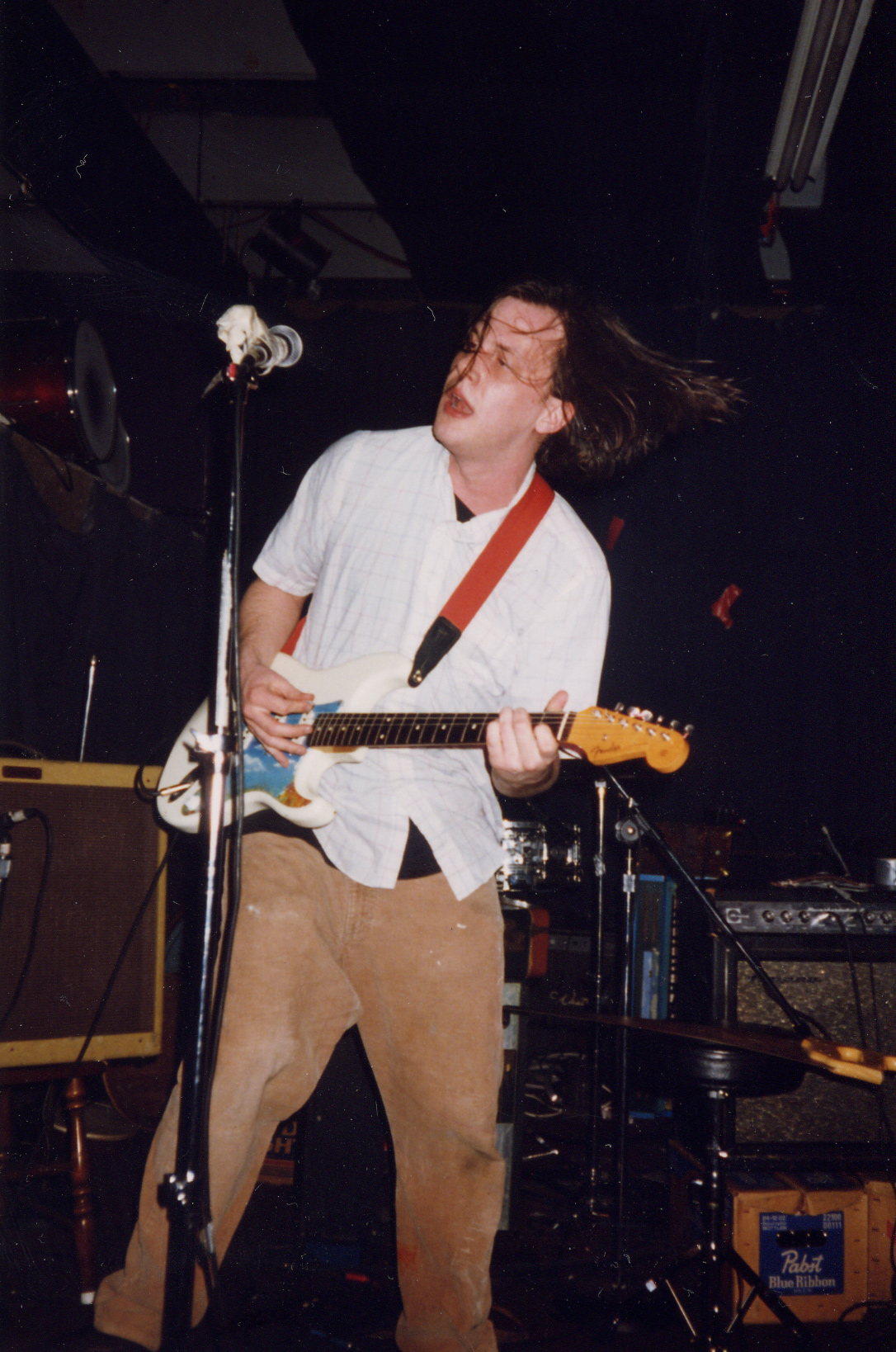
Jeff Mangum avec Neutral Milk Hotel en 1997.

Le deuxième album de Neutral Milk Hotel, intitulé In the Aeroplane Over the Sea, est publié en 1998. Il est souvent cité comme le chef-d'œuvre du groupe et de fait de Jeff Mangum,. Il est produit par Robert Schneider, et largement inspiré par Anne Frank, une victime de la Shoah. Pendant leurs performances scéniques, dont une sous le titre de Live at Jittery Joe's, Mangum révèle que certains des morceaux de l'album sont issus d'un rêve récurrent qu'il a fait sur une famille juive à l'époque de la Seconde Guerre mondiale. Dans le monde du rock indépendant, il est souvent cité comme une influence majeure. Aussi, il a obtenu aux États-Unis et au Canada un excellent accueil de la part des critiques (le magazine Rolling Stone lui attribue une note de 3 sur 4, le site Pitchfork une note de 10 sur 10, etc.) et un bon accueil populaire (selon Merge Records, maison de disques du groupe, il s'est vendu plus de 300 000 albums. Le groupe se met soudainement en pause, refusant toute demande de concerts dont un aux côtés de R.E.M.,.
Avant la pause indéfinie de Neutral Milk Hotel, Mangum joue le 5 décembre 1998 à Athens pendant l'anniversaire de Chris Bilheimer. Il joue aux côtés d'Elf Power, et le public comprend exclusivement familles et amis. Jouant en solo et acoustique, Mangum ouvre le set avec ce que deviendra une composition post-Aeroplane en public, Little Birds, une chanson sur un petit garçon dont le corps est habité par des volatiles miniatures qui le protègent de son père meurtrier. Mangum finit le reste de la soirée en jouant des morceaux issus de Aeroplane. Mangum jouera un autre concert le 31 décembre 1998, auquel sont joués Oh Sister, Engine, et In the Aeroplane Over the Sea, aux côtés de Koster et Spillane.

### Ferris Wheel on Fire
Ferris Wheel on Fire est le deuxième EP publié par Neutral Milk Hotel. Certains morceaux sont écrits entre 1992 et 1995 et enregistré dans les années 2000, sa sortie étant suspendu jusqu'au 12 décembre 2011 où il fera partie d'un coffret. Les huit derniers morceaux, My Dreamgirl Don't Exist, sont enregistrés anonymement sur scène dans la boutique Aquarius Records. Les autres aux studios Elephant Six.

### Pause
Pendant leur pause, certains membres s'impliquent dans d'autres projets. Mangum contribue au chant dans le morceau I Have Been Floated sur le deuxième album de The Olivia Tremor Control, intitulé Black Foliage: Animation Music Volume One. À cette période, il ne prévoit rien de nouveau pour Neutral Milk Hotel. Cependant, quelques activités sont recensés. Orange Twin réédite leur EP Everything Is, qui s'accompagne de chansons bonus, et Live at Jittery Joe's, un CD/DVD live réalisé par Lance Bangs lors d'un concert dans un bar à Athens, Géorgien en 1997.
En 2005, In the Aeroplane Over the Sea est réédité par le label Domino Records au Royaume-Uni. En 2006, un message est posté sur le forum d'Elephant 6 selon lequel le groupe tournera dans les prochains mois. Ce message cause l'engouement des médias comme Rolling Stone, Pitchfork, et Billboard, qui annoncent le retour du groupe. Cependant, cette information est démentie par Robert Schneider, du groupe The Apples in Stereo, un proche ami de Mangum. L'identité de l'internaute ayant donné la nouvelle reste inconnue. En 2007, The Apples in Stereo publie New Magnetic Wonder, un double-album qui fait participer Mangum à la batterie sur deux morceaux. En octobre 2008, Mangum joue pendant la tournée Elephant 6 Holiday Surprise Tour. Il joue Engine (La face-B de Holland, 1945) avec Julian Koster aux concerts de Pittsburgh, Columbus, Chicago, Bloomington et Lexington,.

### Retour en concert
Le 6 mai 2010, Mangum joue un concert acoustique au Poisson Rouge de Manhattan pour un concert caritatif dans le but de collecter de l'agent pour Chris Knox qui a des problèmes de santé. Le 4 décembre 2010, Mangum joue un set surprise de 10 chansons de Neutral Milk Hotel dans un loft à Bushwick, Brooklyn, connu sous le nom de The Schoolhouse devant 100 invités.
Dans l'édition  janvier 2011 du magazine Q, In the Aeroplane Over the Sea est inclus dans le top 250 des albums des 25 dernières années Mangum announced a number of performances for the fall of 2011. These include curating an All Tomorrow's Parties music festival in New Jersey. Le 26 août 2011, Mangum lance le site web walkingwallofwords.com, où il publie un coffret d'albums inédits de Neutral Milk Hotel. Le 4 octobre 2011, Mangum joue au Zuccotti Park plusieurs chansons pour les manifestants présents au Occupy Wall Street,.
Le 9 janvier 2012, Goldenvoice révèle l'apparition de Mangum au Coachella Valley Music and Arts Festival. Le 10 janvier 2012, son site web révèle des dates sur la côte ouest.
Le 12 novembre 2012, Pitchfork révèle que Mangum fera une tournée mondiale en janvier et février 2013, à commencer le 9 janvier à Buffalo (New York), et à terminer le 16 février à North Adams, dans le Massachusetts.
En avril 2014, le line-up du festival Boston Calling est annoncé et comprend Neutral Milk Hotel.

### Retour
Le 29 avril 2013, le groupe annonce une tournée de retour avec la formation In the Aeroplane Over the Sea. À cette tournée, le groupe est rejoint par le multi-instrumentaliste Jeremy Thal. Puis en 2013 et 2014, une autre tournée est annoncée. Une autre encore prend place à la fin 2015 avant leur séparation.

## Thèmes
Les thèmes abordés dans les chansons du groupe tournent principalement autour de la mort, du sexe, de l'amour et de l'enfance, sur un ton surréaliste. L'album In the Aeroplane over the Sea est quant à lui principalement une évocation de la Seconde Guerre mondiale et du journal d'Anne Frank.

## Membres

### Derniers membres
- Jeff Mangum - guitare, chant, claviers, guitare basse (studio), batterie (débuts) (1989–1999, 2013-2015)
- Jeremy Barnes - batterie, piano, orgue (1996–1999, 2013-2015)
- Scott Spillane - trompette, bugle, trombone, guitare (1996–1999, 2013-2015)
- Julian Koster - basse, accordéon, banjo, claviers, orgue (1996–1999, 2013-2015)

### Membre live
- Jeremy Thal - cornemuse, bugle, trombone, trompette, basse (2013-2015)

## Discographie

### Albums studio
- 1991 : Invent Yourself A Shortcake (Elephant 6; cassette)
- 1992 : Beauty (Elephant 6 ; cassette)
- 1993 : Hype City (Elephant 6 ; cassette)
- 1996 : On Avery Island (Merge Records)
- 1998 : In the Aeroplane over the Sea (Merge Records)

### Compilations
- 2023 : The Collected Works of Neutral Milk Hotel (Merge Records)

### Singles et EP
- 1994 : Everything Is (Cher Doll ; EP)
- 1995 : Everything Is (Fire ; EP)
- 1998 : Holland, 1945 (Blue Rose ; single)
- 2001 : Everything Is (Orange Twin ; EP)

### Apparitions
- Those Pre-phylloxera Years (Box Dog Sound; Vinyl 7"; 1993)
- Periscope: Another Yoyo Compilation (Yoyo; LP/CD; 1994)
- Amazing Phantom Third Channel (Cher Doll; Vinyl 7"; 1994)
- Yoyo A GoGo '94 (Yoyo; LP/CD; 1994)
- Champagne Dancing Party (Cher Doll; EP; 1995)
- Master Pete Capitol and his Magic EP (Ptolemaic Terrascope No. 21) (Ptolemaic Terrascope; Vinyl 7"; 1996)
- Ptolemaic Terrascope No. 21 (Ptolemaic Terrascope; EP; 1996)
- The Basement Tapes, Volume Two: Live Underground (KSPC; CD; 1997)
- Audio CD-29 (Audio Magazine; CD; 1997)
- I Wouldn't Piss On It If It Was On Fire (Fire; CD; 1998)
- 9 O'Clock In The Morning (Blue Rose; CD; 1998)
- More Than You Can Ask Or Imagine (Blue Rose; CD; 1998)
- Oh, Merge: Merge Records 10 Year Anniversary Compilation (Merge; CD; 1999)
- Songs for Summer (Merge; CD; 2000)
- Orange Twin Records Sampler (Orange Twin; CD; 2002)
- Old Enough to Know Better (Merge; CD; 2004)